# Crotona Park Jams
Crotona Park Jams ist das dritte Kompilationsalbum des US-amerikanischen Rappers Grandmaster Caz. Es wurde 2008 ohne Beteiligung eines Labels von Grandmaster Caz selbst veröffentlicht.

## Hintergrund
Crotona Park Jams wurde an der Crotona-Park-Jam, die im Jahr 2008 am 10., 17., und vom 24. bis zum 31. Juli in der Bronx stattfand,  verkauft und ist nicht im Handel erhältlich.

## Inhalt
Auf dem Album befindet sich eine Sammlung von Funk & Soul Breaks, die von Grandmaster Caz selbst gemixt wurden.